# Truls Mørk
Truls Olaf Otterbech Mørk (Bergen, 25 aprile 1961) è un violoncellista norvegese.

## Biografia
Nato a Bergen, è figlio di un violoncellista e di una pianista. Ha iniziato a suonare grazie al padre e all'età di 17 anni ha studiato in Svezia. È stato allievo di Frans Helmerson, Heinrich Schiff e Natalia Schakowskaya. Nel 1982 è diventato il primo artista scandinavo dal 1966 a vincere il Concorso internazionale Čajkovskij in Russia. Nel 1986 ha vinto il Naumburg Competition di New York.
Negli anni '80 e '90 ha eseguito tournée in tutto il mondo con la Oslo Filarmonica. Inoltre ha suonato con importanti orchestre di tutto il mondo. 
Nel 1991 viene premiato con lo Spellemannprisen nella categoria musica da camera assieme a Håkon Austbø per le interpretazioni di Franck, Chausson, Debussy e Poulenc. Ha ricevuto altri Spellemannprisen nella categoria musica orchestrale  per le interpretazioni dei concerti per violoncello: nel 1992 per quello di Joseph Haydn, nel 1993 per quello di Dvorák e nel 1995 quello di Shostakovich.
Suona un raro violoncello Esquire di Domenico Montagnana del 1723.